# Lomé
Lomé är huvudstaden i Togo i Västafrika, vid Guineabukten i den sydvästra delen av landet. Staden hade cirka 840 000 invånare vid folkräkningen 2010, med nästan 1,5 miljoner invånare i storstadsområdet (agglomération 
de Lomé) inklusive den omgivande prefekturen Golfe. Storstadsområdet beräknades ha nästan 2,2 miljoner invånare 2020.
Lomé är Togos administrativa, kulturella och industriella centrum, och har sedan 1968 en djuphamn. Från Lomé exporteras en mängd jordbruksprodukter, bland annat kaffe och kakao. Man skeppar också ut varor från inlandsstaterna i norr (Mali, Burkina Faso och Niger). Här finns även ett oljeraffinaderi. I Lomé finns Beninuniversitetet, grundat 1965. Landets huvudflygplats, Lomé-Tokoins internationella flygplats, ligger i staden.
Den så kallade Lomékonventionen är uppkallad efter staden. Lomékonventionen är ett handels- och biståndsavtal mellan Europeiska unionen och AVS-staterna. Den första konventionen undertecknades 1975. Den senaste, Lomé IV, slöts 1990. Här undertecknades också Lomé-avtalet, som avslutade inbördeskriget i Sierra Leone.
Lomé grundades på 1700-talet av ewefolk. Den blev huvudstad i den tyska kolonin Togoland år 1897.

## Kända personer
- Tavio Amorin
- Emmanuel Adebayor
- Pascal Simpson